# Siverek
Siverek és una ciutat i un districte de la província de Şanlıurfa al sud-est de Turquia.
Siverek pertany, de fet, a la província de Şanlıurfa, tot i que històricament i geogràfica ha estat més unida amb Diyarbakır, que es troba a una distància de 83 km. En temps de l'Imperi Otomà Siverek era un kaza (districte) al Vilayet de Diyarbakır, i és prou conegut que als habitants de Siverek no els agrada, fins i tot avui, que els considerin com una part de Şanlıurfa
La zona està habitada per zazes i kurds. També hi viuen turcmans al poble de Karacadağ i un petit nombre d'àrabs. La població viu de l'agricultura i com a temporers als pobles de la veïna Diyarbakır

## Política
Com en altres llocs de Şanlıurfa, la política i la indústria estan fortament influenciades, i fins i tot controlades, per poderosos clans. Siverek és la pàtria de Sedat Bucak, antic membre del parlament pel Partit de la Recta Via (DYP) que sobrevisqué a un accident de cotxe en l'Escàndol Susurluk. És un dels líders del clan de Bucak que van formar part del Parlament de Turquia des de la seva fundació, representant Siverek. Sedat Bucak és encara un amic de l'antic president del DYP Mehmet Ağar.
Els membres del clan de Bucak són Zazes, que vingueren al segle xix des de la veïna Diyarbakır. Foren sempre lleials amb l'estat turc, especialment durant l'alçament de Xaikh Said. Eren seguidors del Partit Demòcrata d'Adnan Menderes, però sobrevisqueren tanmateix al cop d'estat de 1960. Els Bucaks foren també actius en la lluita contra el separatista PKK. Durant els anys 70 el clan de Bucak es convertí en objectiu del PKK. Centenars de membres del clan foren nomenats durant aquell temps com a Guàrdies temporals del poble a Siverek i Hilvan. L'àrea es convertí en l'escenari d'atacs sobre polítics de totes les tendències.

Altres clans importants són els grans són els Kırvar, İzol, Kejan, Karakeçililer, Karahanlı, Kalender i Babij. Les lluites i la desconfiança entre els clans no són rares.

## Toponímia
Durant la seva llarga història, el nom del lloc ha canviat sovint..
- En fonts romanes d'Orient i armènies es fa servir el nom Sevaverek; es tradueix com a 'Ruïnes negres' donat el color de les pedres de la regió.
- Els sassànides anomenaven la ciutat com la terra vermella Surk.
- Els perses utilitzen el nom Serrek. En el nom es troba la paraula Ser per 'cap' (substantiu).
- Els àrabs anomenaven la ciutat as-Suwaidāʾ, que vol dir 'Negre' i 'Amor'.
- Un altre nom turc és Kankalesi, què significa 'Castell de sang'.

## Personalitats conegudes
- Faruk İremet, escriptor zaza i editor
- Mehmed Uzun, escriptor kurd